# هارولد نوكس شو
هارولد نوكس شو (12 أكتوبر 1885 - 11 أبريل 1970) (بالإنجليزية: Harold Knox-Shaw)‏ عالم فلك إنجليزي.

## حياته
ولد في سانت ليوناردز أون سي ساسكس عام 1885، وكان الأكبر بين أشقائها الأربعة. وخلال شبابه حصل على منحة دراسية في كلية ويلينغتون في بيركشاير وكلية ترينيتي في كامبريدج ، وتخرج منها عام 1907، وبعد عام من تخرجه أصبح مساعدًا في المرصد الفلكي الخديوي في حلوان بمصر . انتخب زميلا للجمعية في عام 1908. وفي عام 1910 أصبح أول من قام بتصوير مذنب هالي من هذا الموقع.
وفي عام 1913 أصبح مشرفاً على المرصد، وظل في هذا المنصب حتى عام 1924. ومن عام 1918 إلى عام 1924 عمل أيضًا مديرًا للخدمات الأرصاد الجوية في مصر والسودان. قام بأعمال خيرية لصالح الجيش البريطاني خلال الحرب العالمية الأولى ، وحصل على وسام النيل من الدرجة الرابعة. (في عام 1926 حصل على وسام النيل من الدرجة الثالثة.)
عاد إلى إنجلترا في عام 1924 ليصبح مراقبًا في مرصد رادكليف . وقد أنفق الكثير من جهده خلال السنوات التالية في إنتاج كتالوج رادكليف للحركات الصحيحة ، الذي نُشر في عام 1934. وخلال عام 1926 إلي–عام 1930 عمل سكرتيرًا للجمعية الفلكية الملكية ، ثم شغل منصب الرئيس من عام 1931 – عام 1932.
كان هارولد غير راضي عن ظروف المراقبة في إنجلترا إلى دفعه إلى الضغط للحصول على أموال لإنشاء موقع في جنوب أفريقيا. أنتهي منه عام 1939، عندما تولى نوكس شو الإقامة فيه. أجل صب المادة الفارغة للتلسكوب الرئيسي حتى بعد الحرب العالمية الثانية . من عام 1941 – عام 1942 كان رئيسًا للجمعية الفلكية لجنوب إفريقيا (ASSA). وأخيرا وصلت المرآة في عام 1948، وتبعها جهاز مطياف كاسيجراين في عام 1951. وبعد عامين تقاعد نوكس شو.
تزوج من ميسي (ني وير من بريتوريا) وكان له ابن واحد يدعي بيتر (ولد في عام 1944. أمضى عشرين عامًا من تقاعده في مدينة إيلجين، في مقاطعة كيب الغربية . توفي هارولد بسبب سكتة دماغية، ولم يدفن ورمي رماده في أراضي مرصد رادكليف.